# Административное право Канады
Администрати́вное пра́во Кана́ды — вторая отрасль публичного права Канады. Оно занимается организацией государственной службы и отношениями этих служб с частными лицами. Например, оно устанавливает совокупность норм, регулирующих государственный механизм на всех уровнях (федеральном, провинциальном, муниципальном). Государство определяет права и обязанности администрации и оставляет за собой специальные полномочия, необходимые для охраны общественных интересов. Эти нормы обычно не утверждаются административными судами.
Эта отрасль публичного права затрагивает ряд сфер, в том числе связь, транспорт, строительство, обеспечение жильём, школьное образование, энергетику, страхование, труд и т. д. Предоставление письменных разрешений, регламентация социального обеспечения и значительная часть экологического права также являются составной частью административного права.